# Jesse Curran
Jesse Thomas Garcia Curran (Ryde, Sídney, 16 de julio de 1996) es un futbolista australiano, nacionalizado filipino, que juega en la demarcación de centrocampista para el Ratchaburi Mitr Phol F. C. de la Liga de Tailandia.
Aunque nació en Australia, representa a Filipinas a nivel internacional.
Anteriormente había jugado en el Devonport City, el Blacktown City, el Central Coast Mariners, el Dundee y cedido al Montrose y al East Fife. Después del Dundee, Curran dejó Escocia para jugar en Tailandia, en el Muangthong United, y cedido al Udon Thani y al Nakhon Ratchasima. Regresó a Tailandia en 2022, para jugar en el BG Pathum United y posteriormente cedido al Chonburi.

## Trayectoria
Curran se crio en Tasmania antes de trasladarse a Sídney para asistir a los dieciséis años al Westfields Sports High School. Es de ascendencia escocesa por parte de padre y filipina por parte de madre.

### Central Coast Mariners
Curran fichó por el Central Coast Mariners para jugar en la Liga Nacional Juvenil en septiembre de 2013. Fue suplente no utilizado en el equipo absoluto en una ocasión, un partido de la A-League contra el Adelaide United en octubre de 2013. Recibió el premio al Jugador del Año de la Liga Nacional Juvenil del club en 2014.

### Dundee
En marzo de 2015, Curran hizo una prueba con el Dundee, club de la Scottish Premiership. He signed a two-year deal with the club shortly after. Poco después firmó un contrato de dos años con el club. Debutó con el equipo en el 4 de octubre de 2015, sustituyendo al capitán Kevin Thomson en la primera parte del partido contra el Motherwell.

#### Montrose (Cedido)
En noviembre de 2015, Curran se unió al Montrose en un préstamo de emergencia de un mes, jugando en tres partidos antes de regresar a Dundee.

#### East Fife (Cedido)
En marzo de 2017, se unió al East Fife de la Scottish League One en un préstamo de emergencia. Firmó un nuevo contrato con el Dundee después de regresar al club en mayo de 2017.
Curran firmó un nuevo contrato de un año con el Dundee en junio de 2018.  En la temporada 2018-19, comenzó a figurar con regularidad en el once inicial del Dundee. Marcó su primer gol con el equipo en la victoria por 4-0 ante el Hamilton Academical en diciembre de 2018.
Dejó el Dundee en junio de 2019, al expirar su contrato.

### Muangthong United
Tras una exitosa prueba, Curran firmó un contrato con el Muangthong United tailandés a principios de 2020.

#### Udon Thani (Cedido)
Cuando el Muangthong no pudo inscribirlo como jugador de la ASEAN, se marchó cedido al Udon Thani, de la Liga 2 de Tailandia, el 7 de febrero de 2020. Marcó su primer gol con el club el 21 de febrero contra el Navy FC. Curran fue incluido en el Equipo de la Semana tras el siguiente partido contra el Sisaket, pero fue expulsado la semana siguiente contra el Phrae United. Con el regreso del fútbol en Tailandia tras la interrupción causada por la pandemia de COVID-19, marcó en su siguiente aparición contra el Customs United.

#### Nakhon Ratchasima (Cedido)
En diciembre de 2020, Curran dejó el Udon Thani y fichó por el Nakhon Ratchasima, de la Liga de Tailandia, cedido por el Muangthong. Debutó con el Korat la semana siguiente.
Curran quedó libre del Muangthong a finales de 2021.

### Kaya–Iloilo
El 20 de febrero de 2022, Curran fichó por el Kaya-Iloilo, de la Philippines Football League. Curran debutaría con ellos el 8 de marzo en un partido de la Liga de Campeones de la AFC contra el equipo australiano, Sidney FC.

### BG Pathum United
Curran regresaría al fútbol tailandés tras fichar por el BG Pathum United, de la Liga de Tailandia. Debutaría con los Conejos en la Copa de Campeones de Tailandia de 2022, en la que el Pathum vencería al Buriram United para alzarse con el trofeo de plata. Curran marcaría su primer gol con el Pathum en una victoria liguera sobre su antiguo club, el Muangthong United.

#### Chonburi (Cedido)
El 5 de diciembre de 2022, Curran fichó por el Chonburi, también de la Liga de Tailandia, en calidad de cedido hasta final de temporada. Curran marcaría dos goles en su debut con el Chonburi el 22 de enero de 2023 en una victoria por 5-3 en liga contra el Police Tero.

### Ratchaburi
El 16 de julio de 2023, Curran fichó por el Ratchaburi, de la Liga de Tailandia.  Curran marcó su primer gol con los Dragones el 17 de agosto de 2024 en un empate liguero contra el Uthai Thani.

## Selección nacional
Curran puede jugar con las selecciones nacionales de Australia, Escocia y Filipinas.
En septiembre de 2018, el seleccionador Graham Arnold (que había entrenado a Curran en el Central Coast Mariners) vio a Curran jugar con el Dundee, como posible seleccionado para la Copa Asiática 2019.

### Filipinas
Dos meses más tarde, el seleccionador sueco, Sven-Göran Eriksson, se puso en contacto con él para que representara al equipo internacionalmente. Apareció de forma no oficial con los Azkals, como suplente en el amistoso que los Azkals ganaron por 3-1 al Chainat Hornbill.
Curran fue incluido en la lista de 25 jugadores de Filipinas para las FAS Tri-Nations Series 2022. Debutó en la derrota por 2-0 ante Singapur el 29 de marzo de 2022. Debutó en una derrota por 2-0 ante Singapur el 29 de marzo de 2022.

## Clubes
| Club                             | País      | Año           | Partidos | Goles |
| -------------------------------- | --------- | ------------- | -------- | ----- |
| Central Coast Mariners           | Australia | 2013-2014     | 0        | 0     |
| Dundee F. C.                     | Escocia   | 2015-2019     | 46       | 1     |
| Montrose F. C. (cedido)          | Escocia   | 2015          | 3        | 0     |
| East Fife F. C. (cedido)         | Escocia   | 2017          | 12       | 0     |
| Muangthong United F. C.          | Tailandia | 2020-2021     | 13       | 0     |
| Udon Thani F. C. (cedido)        | Tailandia | 2020          | 16       | 3     |
| Nakhon Ratchasima F. C. (cedido) | Tailandia | 2020          | 14       | 0     |
| Kaya-Iloilo F. C.                | Filipinas | 2022          | 0        | 0     |
| BG Pathum United F. C.           | Tailandia | 2022-2023     | 6        | 1     |
| Chonburi F. C.                   | Tailandia | 2023          | 10       | 2     |
| Ratchaburi Mitr Phol F. C.       | Tailandia | 2023-presente | 56       | 3     |